# Sphinx obscura
Sphinx obscura är en fjärilsart som beskrevs av Tutt 1904. Sphinx obscura ingår i släktet Sphinx och familjen svärmare. Inga underarter finns listade i Catalogue of Life.